# Amatersko prvenstvo Francije 1955
Amatersko prvenstvo Francije 1955 v tenisu.

## Moški posamično
Tony Trabert :  Sven Davidson  2-6, 6-1, 6-4, 6-2

## Ženske posamično
Angela Mortimer :  Dorothy Knode  2-6, 7-5, 10-8

## Moške dvojice
Vic Seixas /  Tony Trabert :  Nicola Pietrangeli  /  Orlando Sirola  6–1, 4–6, 6–2, 6–4

## Ženske dvojice
Beverly Baker Fleitz /  Darlene Hard :  Shirley Bloomer Brasher /  Patricia Ward 7–5, 6–8, 13–11

## Mešane dvojice
Darlene Hard /  Gordon Forbes :  Jenny Staley /  Luis Ayala  5–7, 6–1, 6–2